# 周江线轮渡

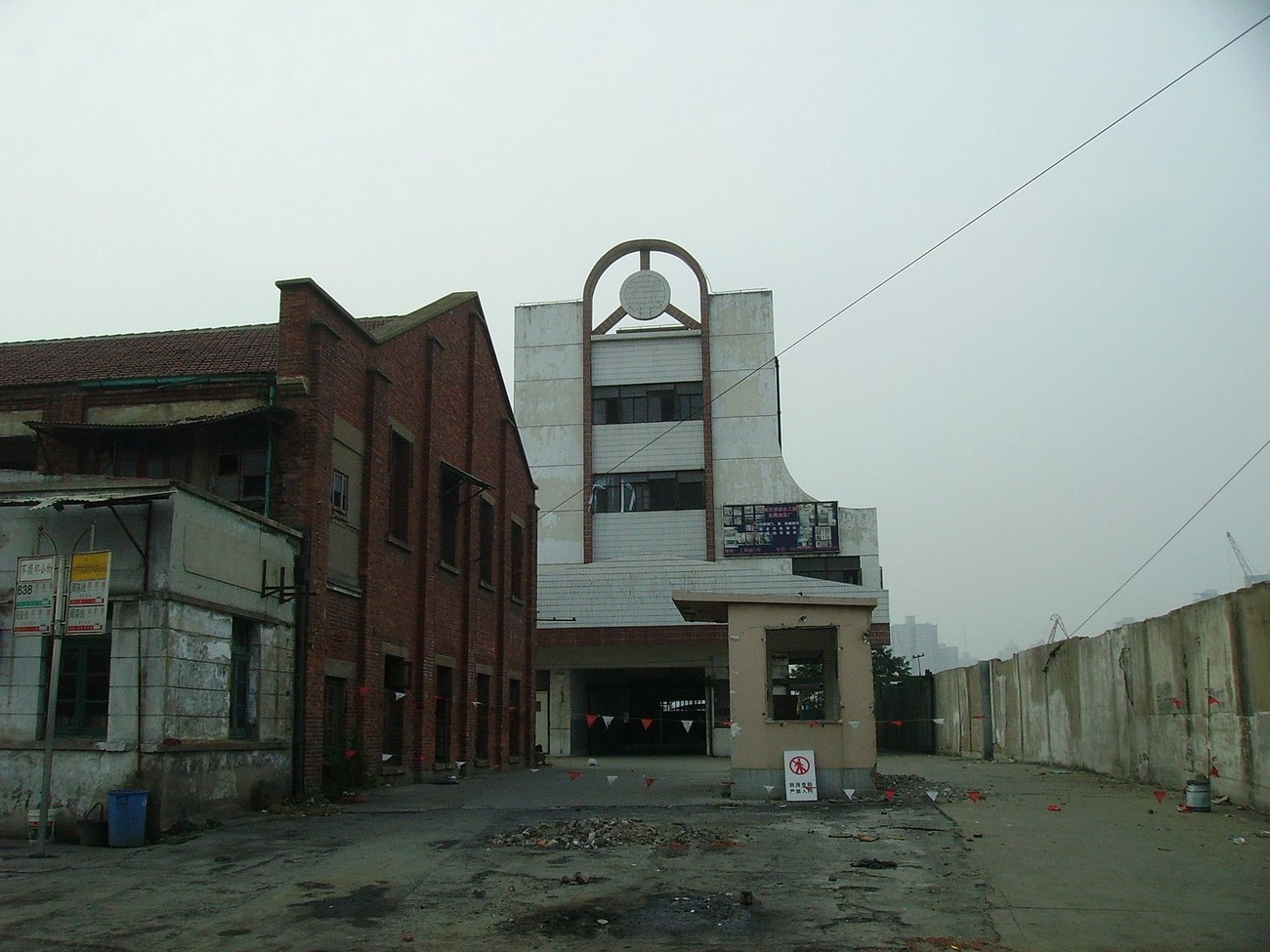
拆除中的周家渡轮渡站（2006年）

周江线轮渡，为中国上海市黄浦江上一条已经撤销的对江轮渡航线。航线北起黄浦区江边路江边路轮渡站，南至浦东新区上南路周家渡轮渡站。

周家渡渡口始于清朝同治年间，为当时的黄浦江“八长渡”之一。清朝光绪年间，航线改为由浦西江边码头至浦东周家渡，称周江线。1955年9月1日，周江线并入公私合营上海市轮渡公司。20世纪80年代，因轮渡过渡客流流量巨大，遂在航线东侧开辟周南线轮渡航线，航线于1986年9月26日正式开航，两条航线形成双线渡运格局，大大缓解了周家渡地区的过渡客流压力。2006年7月24日起，因配合上海世博建设，周江线轮渡航线撤销。

## 历史
周家渡渡口始于清朝同治年间，航线最初由浦西南码头至浦东周家渡，为当时的黄浦江“八长渡”之一，使用帆船渡客。清朝光绪年间，因南市文昌路一带（今豫园地区）日渐繁盛，航线即改为由浦西江边码头至浦东周家渡，即今址，航线称周江线，使用手摇驳船渡客。

民国23年（1934年），应上海市政府公用局要求，航线改用机动拖轮拖带木驳渡客。单程渡资5个铜板、带自行车者加收1个铜板。民国26年（1937年），抗日战争爆发，渡口遭日军封锁，航线随即停航。航线浦西江边码头遭侵华日军炸毁，航线上的1艘蒸汽拖轮、4艘木驳也被日军劫往松江。

民国34年（1945年），抗日战争胜利，同年11月，浦西江边码头修复，投入租借而来的小渡轮、驳船恢复航线运营。民国35年（1946年），购入3艘日本船投入运营。其中，1艘命名为新明兴2号作渡轮行驶，另2艘则作驳船使用。其后二年中又投入新明兴1号、3号渡轮运营。

民国38年（1949年）5月18日，因国共内战，黄浦江轮渡全线停驶。1949年5月25日，在解放上海战役中，周江线航线渡工使用新明兴1号轮，从26日清晨起，用了一天的时间运送解放军过黄浦江往浦西市区。

1953——1955年间，航线先后购入新明兴4号、5号渡轮投入运营，同时又翻修了浦西江边码头，浦东新建浮码头1座。1955年9月1日，航线以资产入股形式，并入公私合营上海市轮渡公司。之后，市轮渡对码头设施进行改进，并新添了候船室。1958年，大跃进时期，浦东上钢三厂扩大发展，周江线轮渡随即扩建轮渡站并增添渡船运营。

20世纪70年代，周江线轮渡因客流增长，轮渡站秩序混乱，1979年12月30日起，在浦西江边码头新增1座钢浮桥，以加快渡轮运转，改善轮渡站秩序混乱的局面。

20世纪80年代，因轮渡过渡客流流量巨大，遂在航线东侧新建浦西南江路轮渡站以及浦东周家渡2号轮渡站，开辟周南线轮渡航线，航线于1986年9月26日正式开航，两条航线交替发船，形成双线渡运格局，大大缓解了过渡客流压力。

之后，因周南线轮渡的开辟，周江线轮渡取消通宵运营模式，改为高峰运营模式，而周南线轮渡则实行通宵运营。2006年7月24日起，因配合上海世博建设，周江线轮渡航线撤销。

## 码头位置
周江线轮渡所在地区全部在2010年上海世博会场址规划区内，在世博园开放后的园区交通中设置有几条水上交通线，其码头大多设置与当年在此地运营的几条对江轮渡航线码头附近。
在浦西一侧，江边路轮渡站位于世博L1轮渡码头与M1水门码头西侧；浦东一侧，周家渡轮渡站位于世博L2轮渡码头与M2水门码头西侧，正对着上南路，码头原址地区已改建成后滩公园。